# 860年代
860年代（はっぴゃくろくじゅうねんだい）は、西暦（ユリウス暦）860年から869年までの10年間を指す十年紀。

## できごと

### 860年
- 行教が清和天皇の命を受けて石清水八幡宮を創建。

### 862年
- 伝説ではノルマン人ルス族のリューリクがノブゴロド公国を建国する。ロシア国家のはじまり。

### 863年
- 東ローマ帝国のメトディオス、キュリロス（コンスタンティノス）兄弟がスラヴ人に対してキリスト教伝道を開始する。

### 864年
- 富士山貞観噴火。
- 864年頃 - 第一次ブルガリア帝国のボリス1世がキリスト教に改宗する。

### 866年
- 応天門の変がおこる。応天門放火の罪で大納言伴善男が流罪となる。

### 867年
- 東ローマ帝国でバシレイオス1世がクーデターで皇帝に即位。マケドニア王朝を開く。
- イランにサッファール朝が興る。

### 868年
- エジプトにトゥールーン朝が興る。

### 869年
- イラクで黒人奴隷が反乱を起こす（ザンジュの乱）。